# Augusta Browne
Augusta Browne (1820 - 11 janvier 1882) est une compositrice et femme de lettres américaine qui s'est fait connaître dans les années 1850 dans le cadre de la première vague de compositeurs féminins du pays. Elle était la plus prolifique de ce groupe et l'une de ses œuvres la plus connue est Wake, Lady Mine composée en 1845.

## Biographie
Augusta Browne nait en 1821 à Dublin en Irlande, mais à neuf ans elle émigre aux États-Unis avec sa famille. 
Rien n'est connu de son enfance ni de son éducation musicale mais elle est au début de sa carrière organiste à la First Presbyterian Church (en) de Brooklyn. Elle enseigne également la musique et la théorie musicale. et écrit en tant que journaliste des articles sur la musique . 
Elle a composé plus de deux cents œuvres, pour piano et voix et de nombreux hymnes et pièces profanes. La plupart de ses œuvres qui nous sont parvenues sont pour voix et piano. Publiées dans les années 1840 et 1850, ses œuvres sont d'un style strictement classique. Browne était motivé par le désir d'écrire et de produire de la musique pour les masses. Elle a souvent collaboré avec des hommes ou des femmes, créant des arrangements musicaux pour accompagner les paroles écrites par son partenaire musical. Elle est connue comme « la compositrice la plus prolifique d'Amérique avant 1870 ».  Son œuvre ayant eu le plus de succès est The warlike dead in Mexico (1848) sur un texte de Mrs Balmanno.
En plus de ses œuvres musicales, ses articles, pour plusieurs magazines populaires comme The musical world et New-York musical times, et revues l'ont également amenée à être respectée dans le monde littéraire, où elle a publié deux livres — un sur son frère intitulé Hamilton, le jeune artiste — essais, tracts religieux, poésie, et des histoires courtes . Elle était dévouée à ses opinions et était prête à exprimer celles qui réfutaient les croyances et les intérêts communs à l'époque. En 1863 elle écrit un article intitulé A woman on women pour Knickerbocker Magazine où elle montre qu'il est ridicule de penser qu'une éducation musicale empêcherait les femmes de mener à bien leurs autres taches.
« Why should concocting a sonnet hinder a woman from concocting a pudding [...] working out a harmonic fugue from working a pan of dough, or manipulating a magnificent symphony of Beethoven from deftly handling a broom? »
« Pourquoi concocter un sonnet empêcherait-il une femme de concocter un pudding [...] élaborer une fugue harmonique en travaillant unede pâte, ou en manipuler une magnifique symphonie de Beethoven en manipulant adroitement un balai? »
Browne insistait particulièrement pour résister à l'influence populaire du music-hall. Un de ses articles les plus célèbres critiquait la « musique de ménestrel » populaire du milieu des années 1800, la qualifiant de « melodic trash », une idée qui à l'époque faisait grincer des dents de plus que quelques personnes. Malgré cet affront, son article a été réimprimé dans plusieurs revues musicales — un exploit pour une femme de l'époque. À bien des égards, Browne a influencé la réalisation des femmes et leurs réalisations dans la musique et les arts.
Dans sa trentaine elle se marie avec un homme appelée Garret mais il meurt peu de temps après.
Augusta Browne meurt en 1882, à 62 ans à Washington DC où elle avait emménagé en 1875. Elle maintenant enterrée dans le cimetière de Green-Wood de New York.

## Œuvres
- The Caledonian Bouquet (1841)
- The American Bouquet (1844)
- The Hiberian Bouquet
- National Bouquet
- Wake, Lady Mine (1845)
- The warlike dead in Mexico (1848) sur un texte de Mrs Balmanno
- Grand Vesper Chorus, œuvre chorale sacrée pour chœur à quatre voix et orgue
- Hear Therefore O Israel, œuvre chorale sacrée pour chœur à quatre voix et orgue
- La brise dans les feuillage [sic]
- Airs à la Russe